# Флинк, Тойво
Тойво Флинк (фин. Toivo Flink, род. 14 августа 1949, Красный Холм, Калининская область) — советский, финский, ингерманландский поэт, писатель, переводчик, историк, журналист, доктор философских наук, один из инициаторов создания Союза ингерманландских финнов Карелии.

## Биография
Тойво Флинк родился 14 августа 1949 года в городе Красный Холм Калининской (ныне Тверской) области. Его родители — ингерманландские финны, отец родом из деревни Лемболово, мать — из деревни Кобралово. В 1943 году они были депортированы из Ленинградской области в концлагерь Клоога (Эстония), а затем в Финляндию. В 1945 году были возвращены в СССР, местом их проживания была определена Калининская область. Поскольку на возвращение ингерманландских финнов в Ленинградскую область существовал запрет, в 1952 году они переехали в Карельскую АССР, в посёлок Соломенное (ныне район Петрозаводска).
В 1966 году Тойво Флинк окончил среднюю школу, а в 1972 году — отделение финского языка и литературы Петрозаводского государственного университета. 
С 1972 по 1976 год Тойво Флинк работал корреспондентом финноязычной редакции «Радио Карелия», а с 1976 по 1990 год — репортёром, издаваемого в Петрозаводске, финноязычного журнала «Punalippu» («Красное знамя»), заведовал отделом поэзии. 
В 1974 году состоялась первая публикация Тойво Флинка — перевод на финский язык очерка Н. Хохлова «Дорога в Михайловское». В 1975 году была опубликована первая подборка его стихов на финском языке в журнале «Punalippu» в № 10. В мае 1976 года Тойво Флинк принял участие в работе XIV конференции молодых писателей Северо–Запада СССР в Ленинграде. В 1984 году он был одним из представителей Карелии на проходившем в Москве VII Всесоюзном совещании молодых литераторов. Стихи Т. Флинка публиковались на страницах журналов «Punalippu», «Север», в еженедельнике «Литературная Россия», в коллективных сборниках «Я волю дал любви» (Москва, 1985), «Братство–87» (Минск, 1987) и других. Его стихи переводились на русский, литовский и мордовский языки.
Его первая книга стихов на финском языке — «Järvi kämmenessä» («Озеро в ладонях») — вышла в издательстве «Карелия» в 1983 году, вторая «Osa ja arpa» («Судьба и жребий») – в 1985 году. В 1986 году Тойво Флинк стал членом Союза писателей СССР. Он выступил составителем и переводчиком опубликованного на финском языке в издательстве «Карелия» сборника русской лирики «Uuden runon Venäjä: 40 neuvostovenäläistä runoilijaa» («Новые стихи России: 40 советских русских поэтов», 1989). Переводил на финский язык стихи русских поэтов: Сергея Есенина, Корнея Чуковского, Владимира Соколова, Юнны Мориц, Евгения Евтушенко, Владимира Луговского, Беллы Ахмадуллиной, Осипа Мандельштама, киргизского поэта С. Эралиева, литовского поэта А. Малдониса, карельского поэта В. Сергина и других. 

В своей журналистской, писательской и общественной деятельности Тойво Флинк делал всё возможное для сохранения ингерманландских финнов как этнической общности, спасения умирающего языка и культуры, написания достоверной истории этого самобытного народа. Он выступил одним из инициаторов создания Союза ингерманланских финнов Карелии.

В 1990 году Т. Флинк уехал на постоянное место жительства в Финляндию, работал в газете «Ilta-Sanomat», а затем — учителем-предметником в общеобразовательной школе. Находясь в Финляндии, он продолжил изучать историю своего народа и публиковаться в России. Так, в нескольких номерах журнала «Carelia» («Карелия») издано его исследование под названием «Kuinka paljon ihminen tarvitsee maata?» («Как много земли нужно человеку?»). С середины 1990-х годов Тойво Флинк позиционирует себя как историк. Издаёт научные работы Maaorjuuden ja vallankumouksen puristuksessa и Pois Inkeristä, ohi Inkerin. 
В 2000 году он защитил докторскую диссертацию в университете города Турку на тему «Maaorjuuden ja vallankumouksen puristuksessa Inkerin ja Pietarin suomalaisten sivistys-, kulttuuri- ja itsenäisyyspyrkimyksiä vuosina 1861–1917» («В тисках крепостного права и революции. Образовательные, культурные и устремления к независимости ингерманландских и петербургских финнов в 1861–1917 гг.»). Занимался общественной работой, некоторое время был председателем «Suomen Inkeri-liitto» («Ингерманландский союз Финляндии»).
Исследованию истории финнов-ингерманландцев посвящены его работы «Pois Inkeristä, ohi Inkerin» («Из Ингерманландии, мимо Ингерманландии», Хельсинки, 1995); «Pois nöyrän panta: Inkerin liitto, 1922—1944» («Прочь покорности ярмо: Ингерманландский союз 1922–1944 гг.», Турку, 2012); «Kotiin karkotettavaksi: inkeriläisen siirtoväen palautukset Suomesta Neuvostoliittoon vuosina 1944—1955» («Домой в ссылку. Депортация ингерманландских переселенцев из Финляндии в Советский Союз в 1944–1955 гг., Хельсинки, 2010). Через год эта книга была издана на русском языке в Санкт-Петербурге в переводе Якуба Лапатки. 
В настоящее время Тойво Флинк работает доцентом в миграционном институте города Турку. Занимается исследованием судеб финской интеллигенции в Финляндии и России в период между Первой и Второй мировыми войнами. Живет в Вантаа. В 2007 году вышла его первая в Финляндии книга стихов «Tulla vapaaksi sisältää kaiken» («Стать свободным — это всё»). В 2017 году вышел сборник стихов «Valkoinen vene» («Белая лодка»), в который вошли произведения, написанные за тридцать лет с 1986 по 2016 год.

## Фото
- Тойво Флинк у памятного креста прихода Лемпаала. 2011 год